# Dioscorea elegans
Dioscorea elegans är en enhjärtbladig växtart som beskrevs av Henry Nicholas Ridley, David Prain och Isaac Henry Burkill. Dioscorea elegans ingår i släktet Dioscorea och familjen Dioscoreaceae. Inga underarter finns listade i Catalogue of Life.